# Crumpet
Crumpet – rodzaj wypieku o płaskim, okrągłym kształcie, miękkiej konsystencji i porowatej powierzchni. Wyrabiany z półpłynnej mieszaniny mąki, mleka oraz drożdży i wypiekany na blasze z użyciem foremek. Najczęściej serwowany na ciepło, po ponownym opieczeniu, i posmarowany masłem. Potrawa jest popularna w Wielkiej Brytanii, Kanadzie, Nowej Zelandii, Południowej Afryce oraz Australii.
Crumpety są regionalnie znane jako pikelets, nazwa ta jest stosowana również do cieńszego, bardziej podobnego do naleśnika amerykańskiego chleba; odmiana tego ostatniego jest nazywana w Szkocji crumpet.

## Historia i etymologia
Crumpety były, na podstawie proponowanej etymologii tego słowa różnie opisywane, jako pochodzące z Walii lub jako część diety anglosaskiej. W obu przypadkach chleby te były powszechnie pieczone na płycie do pieczenia wszędzie tam, gdzie piec chlebowy był niedostępny. „Bara-planc”, czyli chleb pieczony na żelaznej płycie nad ogniem, był częścią codziennej diety w Walii aż do XIX wieku.
Najstarszy znany przepis na crumpety w obecnej formie pochodzi z 1769 roku, z książki kucharskiej The Experienced English Housekeeper autorstwa Elizabeth Raffald; nazywano je wówczas picklets. Nazwa ta pochodzi od walijskiego słowa „bara pyglyd” („smolisty [tj. ciemny lub lepki] chleb”), później skróconego po prostu do „pyglyd”. Randle Cotgrave, angielski leksykograf z początku XVII wieku porównywał je do „popelins, miękkiego chleba z najczystszej mąki, przypominającego nasze walijskie barrapycled”.
Słowo to rozprzestrzeniło się początkowo na West Midlands w Anglii, gdzie zostało zanglicyzowane jako „pikelet”, a następnie do Cheshire, Lancashire, Yorkshire i innych obszarów północy Anglii; na niektórych obszarach crumpets są nadal określane jako „pikelets”. Samo słowo „crumpet” o niejasnym pochodzeniu pojawia się po raz pierwszy w czasach stosunkowo współczesnych; sugerowano, że odnosi się to do pogniecionego lub zwiniętego ciasta, na podstawie odosobnionego XIV-wiecznego odniesienia do „crompid cake” oraz staroangielskiego słowa „crompeht” („crumpled”), używanego na określenie łacińskiego „folialis”, prawdopodobnie rodzaju cienkiego chleba.
Alternatywnie „crumpet” może być powiązany z walijskim „crempog” lub „crempot”, typem naleśnika amerykańskiego; bretońskie „krampouzh” i kornwalijskie „krampoth” dla „naleśników” są etymologicznie spokrewnione z walijskim. Etymologia francuskiego terminu crompâte, oznaczającego „pastę z drobnej mąki, lekko upieczoną” została również zasugerowana. Jednak korespondent „Notes and Queries” z Manchesteru, pisząc w roku 1883 stwierdził, że „crampet”, jak go wtedy lokalnie nazywano, po prostu wziął swoją nazwę od metalowego pierścienia zwanego „cramp” używanego do umieszczania w nim ciasta do pieczenia. 
Wczesne crumpety były twardymi placuszkami upieczonymi na płycie do pieczenia, a nie miękkimi i gąbczastymi crumpets epoki wiktoriańskiej, które robiono na drożdżach. Od XIX wieku do ciasta zwykle dodawano również trochę wodorowęglanu sodowego. W czasach współczesnych masowa produkcja crumpetów przez duże komercyjne piekarnie zniwelowała pewne różnice regionalne. Jeszcze w latach pięćdziesiątych Dorothy Hartley zauważyła duży stopień zróżnicowania regionalnego, identyfikując mały, gruby, gąbczasty rodzaj crumpets specyficznie z Midlands.

## Charakterystyka

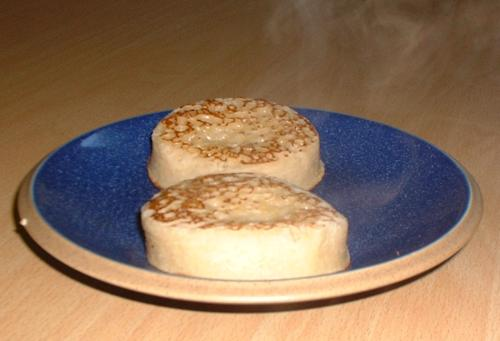
Gorące crumpety

Crumpety różnią się od podobnych rozmiarów tzw. angielskich muffinów tym, że są wykonane z rzadkiego ciasta do smażenia, a nie z ciasta do pieczenia. Angielskie crumpety są na ogół okrągłe, z grubsza 8 cm średnicy i 2 cm grubości. Ich kształt wynika z ograniczenia na patelni/płycie do pieczenia przez płytki pierścień. Mają charakterystyczny płaski wierzch z wieloma małymi porami i gąbczastą konsystencją, która umożliwia przenikanie masła lub innych produktów do smarowania.
Crumpety mogą być gotowane na patelni do spożycia na ciepło, ale mogą być również lekko niedogotowane, a następnie opiekane. Podczas gdy gotowe komercyjne wersje są dostępne w większości supermarketów, świeże domowej roboty crumpety są mniej ciężkie i ciastowate w konsystencji. Są jedzone przeważnie posmarowane masłem lub z innymi słodkimi lub pikantnymi dodatkami.
Podczas gdy w niektórych rejonach Anglii słowo „pikelet” jest synonimem crumpeta, w innych (takich jak Staffordshire i Yorkshire) odnosi się do nieco innego produktów. W odróżnieniu od crumpeta, pikelet jest definiowane jako niezawierające drożdży jako środka spulchniającego; używa się ciasta rzadszego niż na crumpety; i jako smażone bez pierścienia, są bardziej płaskie niż crumpet. Przepis na pikelety w Staffordshire z 1932 roku podaje, że zostały one wykonane z mąki i maślanki, z sodą oczyszczoną jako środkiem spulchniającym i sugeruje gotowanie ich przy użyciu tłuszczu wieprzowego.
Termin pikelet jest używany w kuchni australijskiej i nowozelandzkiej dla mniejszej wersji tego, co w Szkocji i Ameryce Północnej byłoby nazywane pancake, a w Anglii szkockim naleśnikiem, girdle lub griddle cake lub drop scone.

## Szkocki crumpet

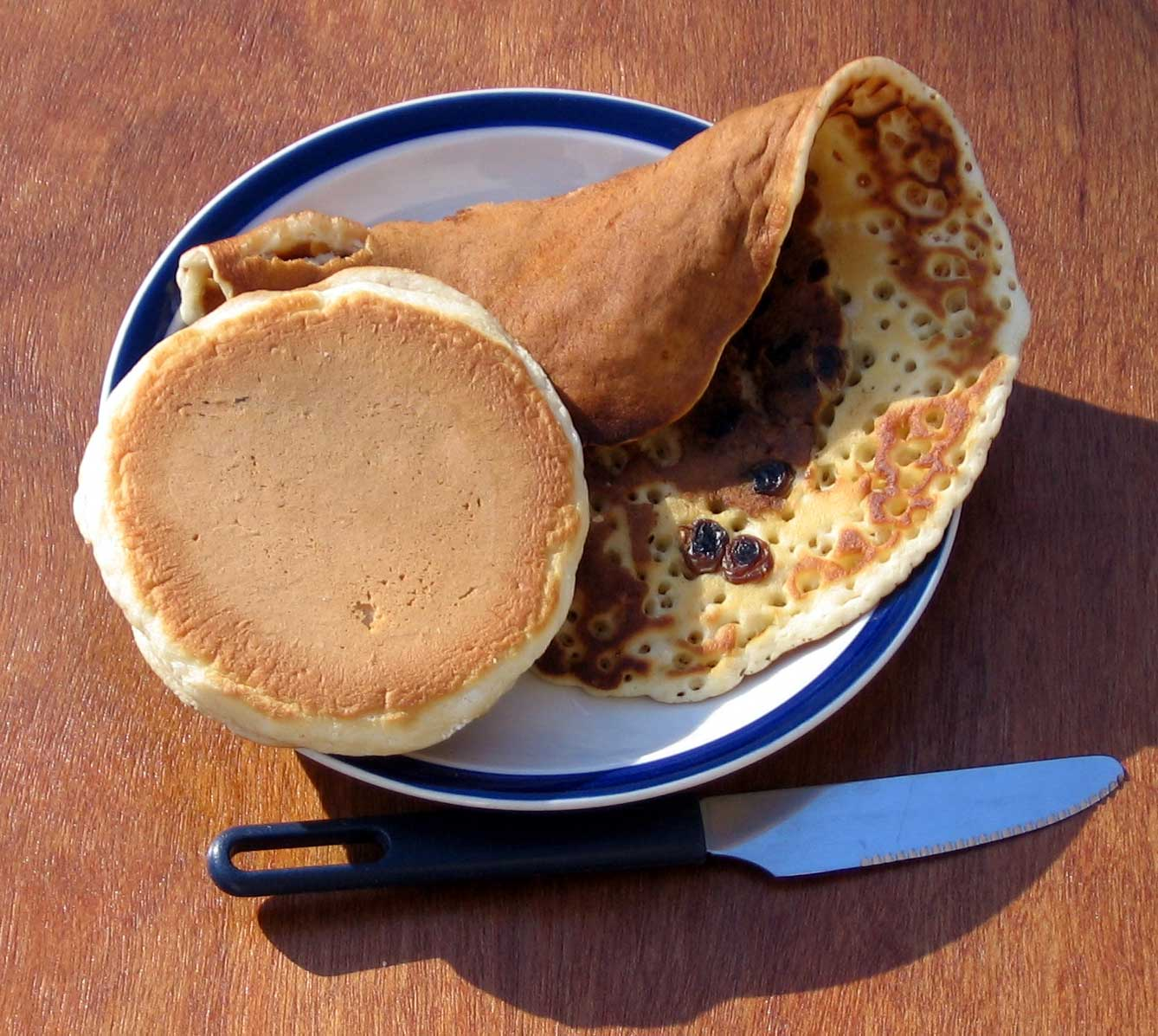
Szkocki naleśnik (L) i złożony szkocki crumpet owocowy (P)

Szkocki crumpet jest bardzo podobny do crumpeta z części północnej Anglii. Jest zrobiony z tych samych składników co szkocki pancake i ma około 18 cm średnicy i 8 mm grubości. Jest dostępny bez dodatków lub w postaci placka owocowego z zapiekanymi rodzynkami, zwykle smażonego na patelni i podawanego z full English breakfast. Czasami podaje się go również z masłem i dżemem. Składniki zawierają środek spulchniający, zwykle proszek do pieczenia oraz różne proporcje jajek, mąki i mleka, które tworzą rzadkie ciasto. W przeciwieństwie do naleśnika, jest smażony do przyrumienienia tylko z jednej strony, co daje gładką ciemniejszą stronę, gdzie został podgrzany przez patelnię, a następnie lekko przysmażony z drugiej strony, która ma otwory, przez które bąbelki powietrza wypłynęły na powierzchnię podczas smażenia.

## Irlandia
Choć obecnie stosunkowo rzadko spotykane w Irlandii, crumpety były kiedyś produkowane przez Boland's Bakery w Dublinie w XIX i przez większość XX wieku; przepis Bolanda został następnie wykorzystany przez wiele innych piekarni. Irlandzkie crumpety różniły się od większości brytyjskich przepisów, dzięki ciastu bez drożdży i smażeniu z obu stron, co daje gładką, a nie gąbczastą górę.